# Colibri à ailes saphir
Pterophanes cyanopterus
Genre
Espèce
Répartition géographique
Statut de conservation UICN

 LC  : Préoccupation mineure
Statut CITES
Le Colibri à ailes saphir (Pterophanes cyanopterus) est une espèce d'oiseaux de la famille des Trochilidae.

## Répartition

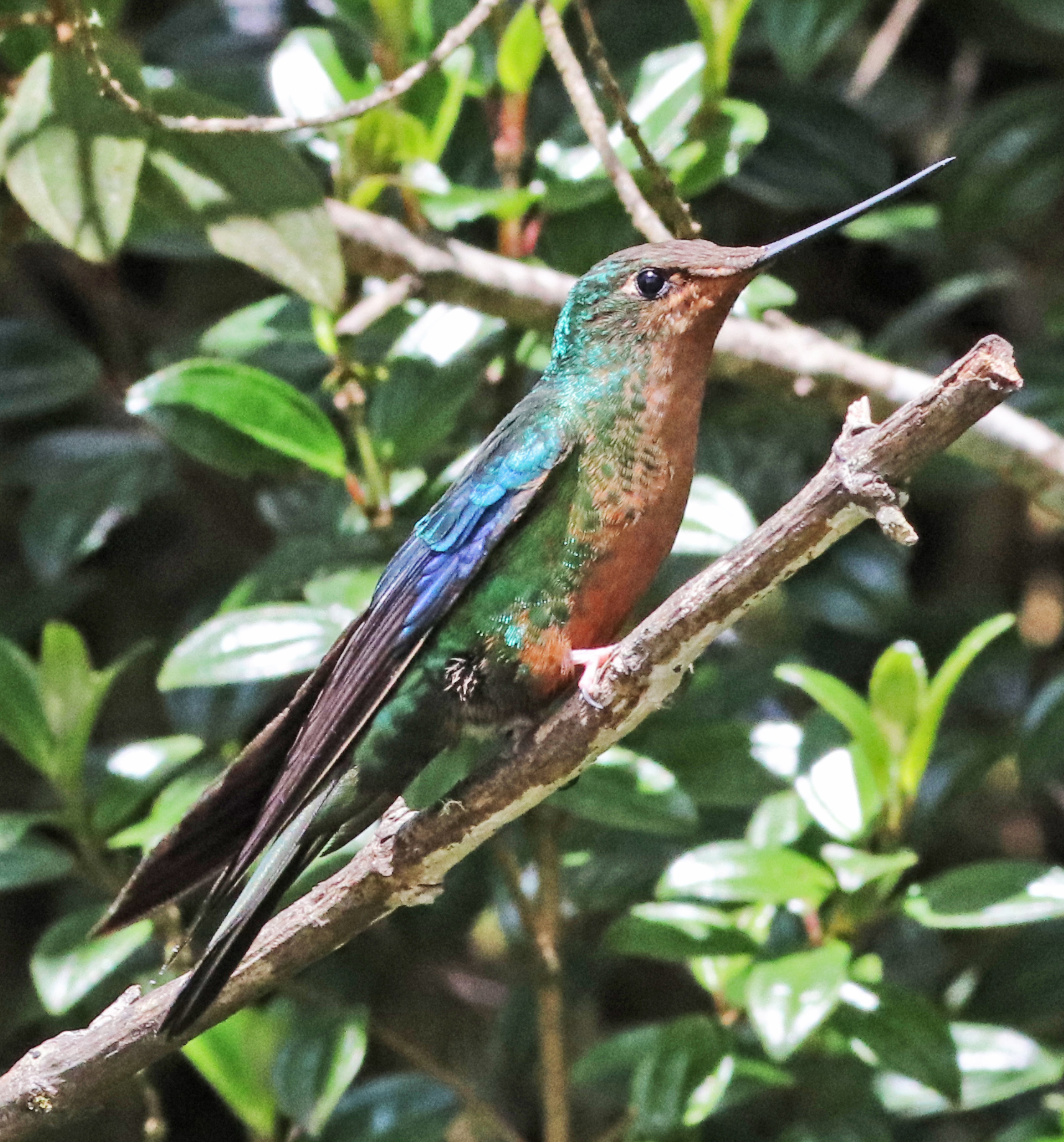
♀

Cet oiseau vit dans la partie nord des Andes.

## Habitat
Ses habitats sont les forêts broussailles et plaines tropicales et subtropicales humides de hautes altitudes.

## Sous-espèces
D'après Alan P. Peterson, cette espèce est constituée des trois sous-espèces suivantes :
- Pterophanes cyanopterus caeruleus  Zimmer, 1951
- Pterophanes cyanopterus cyanopterus  (Fraser, 1840)
- Pterophanes cyanopterus peruvianus  Boucard, 1895